# György Horkai

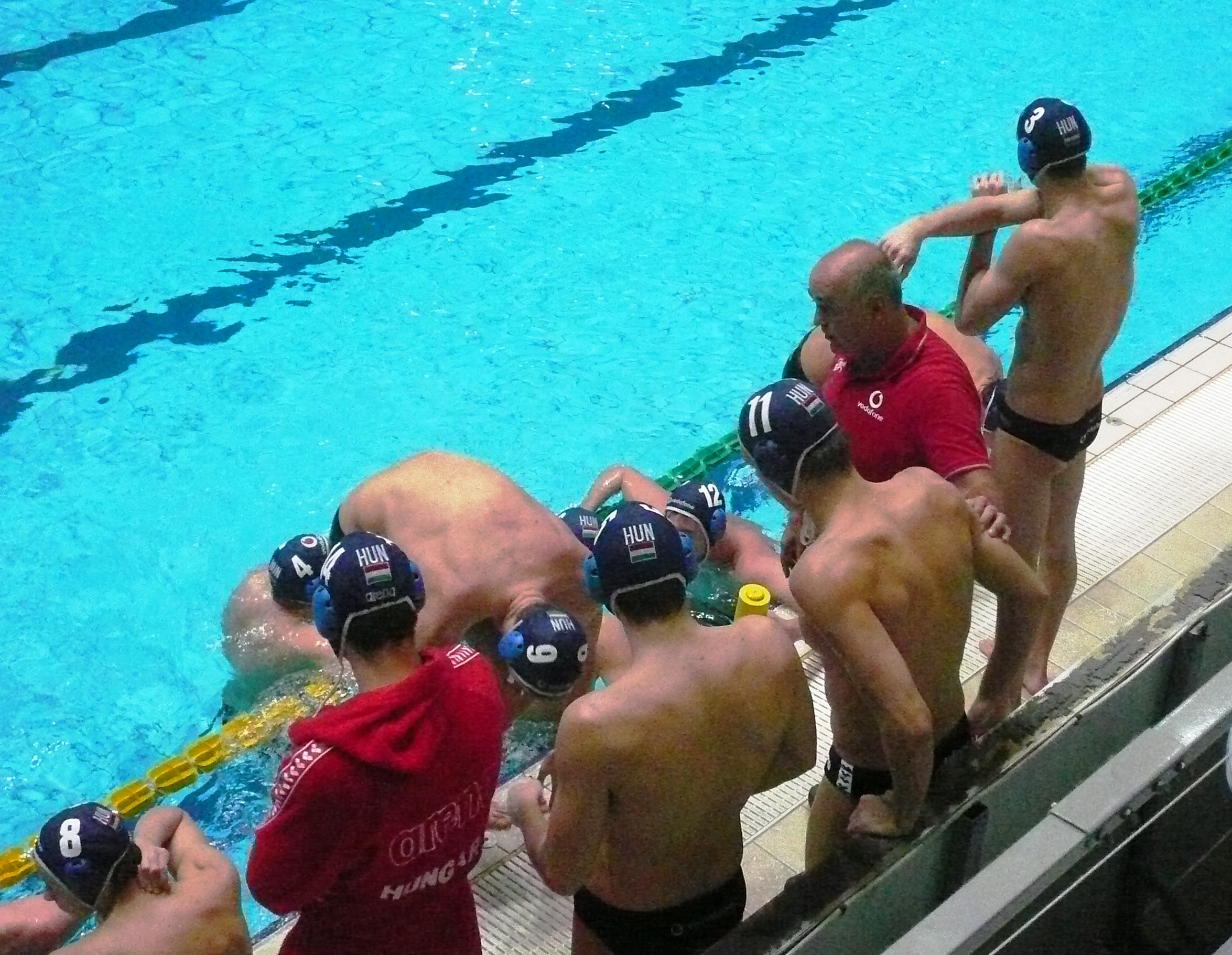
György Horkai (ohne Bademütze) als Trainer der ungarischen Junioren (2013)

György Horkai (* 1. Juli 1954 in Budapest) ist ein ehemaliger ungarischer Wasserballspieler. Er war mit der ungarischen Nationalmannschaft Olympiasieger 1976 und Olympiadritter 1980. Außerdem war er Weltmeisterschaftszweiter 1975, 1978 und 1982 sowie Europameister 1974 und 1977.

## Karriere
Der 1,78 m große György Horkai spielte von 1970 bis 1986 bei Budapesti VSC. Mit diesem Verein gewann er 1985 die ungarische Meisterschaft.
Von 1973 bis 1985 wirkte Horkai in 282 Länderspielen mit. 1974 bei der Europameisterschaft in Wien siegten die Ungarn vor der sowjetischen Mannschaft. Im Jahr darauf erreichten bei der Weltmeisterschaft in Cali nur vier Mannschaften die Endrunde. Die sowjetische Mannschaft gewann Gold vor der ungarischen Mannschaft. Bei den Olympischen Spielen 1976 warf Horkai insgesamt zehn Treffer, davon sieben in der Finalrunde. Beim Turnier in Montreal gewann die ungarische Mannschaft die Goldmedaille vor den Italienern und den Niederländern.
Bei der Europameisterschaft 1977 siegten die Ungarn vor den Jugoslawen und den Italienern. Im Jahr darauf bei der Weltmeisterschaft 1978 in West-Berlin siegten die Italiener vor den Ungarn, wobei der direkte Vergleich mit 4:4 endete. György Horkai und Tamás Faragó erzielten gegen Italien jeweils zwei Tore. Bei den Olympischen Spielen 1980 in Moskau erreichten die Ungarn als Gruppensieger der Vorrunde die Hauptrunde. Nach Niederlagen gegen die späteren Olympiasieger aus der Sowjetunion und die späteren Olympiazweiten aus Jugoslawien belegten die Ungarn den dritten Platz und erhielten die Bronzemedaille. Horkai warf insgesamt elf Tore.
1981 bei der Europameisterschaft in Split belegten die Ungarn den dritten Platz hinter den Mannschaften aus der Bundesrepublik Deutschland und aus der Sowjetunion. Im Jahr darauf bei der Weltmeisterschaft in Guayaquil gab es drei Gruppenphasen. Die Ungarn siegten in ihrer Vorrundengruppe und in ihrer Zwischenrundengruppe, in der Endrunde spielten sie zweimal Unentschieden. Die sowjetische Mannschaft gewann den Titel vor den ungeschlagenen Ungarn. Seine letzte internationale Medaille gewann Horkai bei der Europameisterschaft 1983, die Ungarn wurden Zweite hinter der sowjetischen Mannschaft.
Nach dem Ende seiner Spielerkarriere schlug György Horkai die Trainerlaufbahn ein und gehörte in den 1990er Jahren und in den 2010er Jahren zum Trainerstab der ungarischen Nationalmannschaft und der ungarischen Junioren.